# Easy PC
Easy PC – wydawane w latach 1998–1999 czasopismo komputerowe omawiające od podstaw obsługę komputerów z systemem operacyjnym Microsoft Windows 95. Ukazały się razem 72 numery z 3 segregatorami. Redakcja czasopisma znajdowała się we Wrocławiu. Wydawnictwem była firma Vogel Publishing (obecnie Burda Communications). W wyniku udanej reklamy w telewizji pierwszy numer sprzedał się w nakładzie miliona egzemplarzy.